# Riff (Musik)
Ein Riff ist in der Musik ein kurzes, melodisch oder rhythmisch prägnantes Motiv, das ostinativ wiederholt wird und einen hohen Wiedererkennungswert hat. 

## Wortherkunft
Die Etymologie dieses Anglizismus ist ungeklärt. Angeblich von Musikern seit 1917 verwendet, wird er seit 1935 lexikalisch als „melodische Phrase im Jazz“ definiert. Möglicherweise handelt es sich auch um eine Abkürzung aus riffle (mischen) oder aus Refrain. Denkbar ist auch, dass es sich vom englischsprachigen Sprechtheater ableitet, wo riffing ein Feuerwerk witziger Bemerkungen über ein Thema bezeichnet, also die Ausweitung einzelner Gedanken auf eine strukturierte Abfolge.
Als Genus des Wortes Riff wird im Duden Maskulinum (der Riff) oder Neutrum (das Riff) angegeben. Häufiger, vor allem in der populären Musik, wird jedoch das Neutrum gebraucht.

## Geschichte
Riffs sind keine Erfindung des Jazz. Sie wurden strukturell bereits in der klassischen Musik verwendet, hießen dort aber Motiv oder einfach Ostinato. Die Passacaglia für Orgel von Johann Sebastian Bach beinhaltet ein wiederholtes Bassthema, auf dem das gesamte, zwischen 1706 und 1713 entstandene Werk basiert. Das berühmteste „klassische Riff“ ist sicherlich das Anfangsmotiv von Beethovens Fünfter Sinfonie mit den markanten drei Achteln auf G, denen in derselben Dynamik (Fortissimo) ein langgezogenes Es folgt. Durch Beethovens im Frühjahr 1808 fertiggestelltes Werk wurde die Notenfolge so berühmt, dass sie in Paraphrasen häufig adaptiert wurde (Ekseption, Mai 1969; das Intro bei Roll Over Beethoven vom Electric Light Orchestra, Januar 1973; der Nummer-eins-Hit A Fifth of Beethoven von Walter Murphy, Mai 1976).
Riffs tauchten ersichtlich erstmals als prägnante Klangfigur im Jazz in Jelly Roll Mortons Black Bottom Stomp (aufgenommen am 15. September 1926) auf. Hier wird ein Break der Rhythmusgruppe dazu benutzt, um ein Kornett-Solo von George Mitchell unterzubringen; das frühe Riff des Jazz war geboren. In Kansas City spielten Jazzbands oft riff-orientiert. Hier baute Benny Moten Riffs in seinen blues-orientierten Jazz bei Toby (13. Dezember 1932) ein, hiervon übernahm in New York Benny Goodman die Idee des Riffs. Markant ist bei Goodmann der Bugle Call Rag mit einem Klarinetten-Riff (16. August 1934). Count Basies Swinging the Blues (16. Februar 1938) enthält ein zweitaktiges Riff, während Basies One O’Clock Jump (7. Juli 1937) und Charlie Parkers Cool Blues (19. Februar 1947) ein Viertakt-Riff enthalten.

## Form und Eigenschaften
Während in der klassischen Musik ein Riff weitgehend von Streichersektionen intoniert wurde, sind für Riffs im Jazz, Blues, Rock and Roll und der Popmusik meist Gitarren, Saxophone, Keyboards oder Bläsersektionen zuständig. Typisch in der Rockmusik ist oft eine ständig wiederholte Bassfigur („basso ostinato“; hartnäckiger Bass), bei Soulmusik und Disco wurden Riffs auf zwei- oder eintaktige Motive reduziert. Auffällige und einprägsame, oft einfach strukturierte Riffs in der Rockmusik werden bereits im Intro präsentiert (Whole Lotta Love, Smoke on the Water). Bei Arrangements für Big Bands wird das Riff oft unisono präsentiert. Besonders populär sind Riffs in den Blues-verwandten Stilrichtungen wie Blues-Rock und Hard-Rock und auch im Metal. Dort sind sie normalerweise ein, zwei, vier oder auch mehr Takte lang und bestehen aus Einzeltönen oder Zweiklängen (häufig offene Quinten), die man in der Rockmusik und Popmusik als Powerchords bezeichnet.
Gitarrenriffs in der Rockmusik sind meist kurze und markante Ton- oder Akkordfolgen mit großem Wiedererkennungswert. Sie finden sich häufig als musikalisch eigenständiger Baustein eines Songabschnitts, gelegentlich auch als Begleitriff zu einer gesungenen Melodie.
Spannung wird dadurch erzeugt, dass die scheinbare Monotonie des oft wiederholten Riffs durch harmonische Wechsel wieder aufgehoben wird. Das Riff ist im Jazz von den Improvisationen der Melodiegruppe zu trennen, weil sie meist keine repetitiven Phrasen spielt. Ein Riff ist immer ein thematischer Bestandteil, der zwar rhythmisch orientiert ist, aber keineswegs den Rhythmus eines Musikstücks offenbart. Damit wird die rhythmische Funktion des Riffs deutlich, was auch bei Holmes zum Ausdruck kommt; für ihn ist ein „Jazz-Riff ein ständig wiederholtes melodisches Mittel mit einer hauptsächlichen Rhythmusfunktion“. Während Riffs früher eher im Hintergrund gespielt wurden, gelangten sie bereits während der Swing-Ära in den Vordergrund der Intonation.
In vielen Fällen wird das Riff von der Leadgitarre (Smoke on the Water), von der Bassgitarre (Another One Bites the Dust, Queen) oder von beiden (Day Tripper) gespielt. Im Soul übernehmen oft auch die Bläser das Riff (I Feel Good auch bekannt als I Got You von James Brown). Seltener hört man ein Riff mit Keyboards (Jump von Van Halen oder The Final Countdown von Europe). Ein gutes Riff zeichnet sich – jenseits aller theoretischen Betrachtungen – immer durch seine „Unmittelbarkeit“ aus, die den Hörer in ihren Bann zieht.
Zu unterscheiden ist das Riff vom ostinaten Begleitrhythmus, der auf abnehmender melodischer Differenzierung und beständiger Wiederholung beruht. Der ostinate Begleitrhythmus wird als Begleitung der Singstimme eingesetzt und hat keine Eigenständigkeit wie Riffs. Beispiele für Riffs, die als Begleitung der Singstimme eingesetzt werden, sind I Feel Fine und Day Tripper von The Beatles, Come as You Are von Nirvana, Hash Pipe von Weezer oder Whatever You Want von Status Quo.

## Beispiele

Riff aus Come as You Are von Nirvana

Ein rein instrumentales Riff wird oft als Intro oder Übergang zwischen Strophe und Refrain in ein Stück eingebaut. Bekannte Beispiele sind:
- Intro von Johnny B. Goode von Chuck Berry (1955)
- Peter Gunn Theme von Henry Mancini, Titelmusik zur Fernsehserie Peter Gunn (August 1959),
- (I Can’t Get No) Satisfaction von The Rolling Stones (Mai 1965),
- Foxy Lady von The Jimi Hendrix Experience (1967),
- Whole Lotta Love von Led Zeppelin (Oktober 1969),
- Hocus Pocus von Focus (1971),
- Smoke on the Water von Deep Purple (März 1972),
- La Grange von ZZ Top (1973),
- Walk This Way von Aerosmith (August 1975),
- Highway to Hell von AC/DC (Juli 1979)
- Hells Bells von AC/DC (Juli 1980)
- Axel F, das „The Beverly Hills Cop Theme“, von Harold Faltermeyer aus dem Film Beverly Hills Cop – Ich lös’ den Fall auf jeden Fall (März 1985),
- Money for Nothing von den Dire Straits (Juni 1985),
- Enter Sandman von Metallica (Juli 1991),
- Zero von The Smashing Pumpkins (April 1996),
- One Step Closer von Linkin Park (September 2000),
- Seven Nation Army von The White Stripes (März 2003).